# Скалният мост
Скалният мост е природна забележителност в България. Част е от Черноморското крайбрежие при на село Тюленово, област Добрич.
Обявена е на 30 декември 2019 г. с цел опазване на скален феномен, наподобяващ скална арка между морето и сушата. Обхваща площ от 0,24 ha.
На територията на природната забележителност се забранява:
- строителство с изключение при изпълнение на дейности, свързани с укрепване и възстановяване на природната забележителност;
- търсене, проучване и добив на подземни богатства;
- нарушаване целостта и естествения облик на скалните образувания (къртене, чупене на скалите и др.);
- писане, драскане, рисуване, поставяне на трайни надписи или знаци по скалите с изключение за целите на маркиране на защитената територия;
- разпъване на палатки, поставяне на фургони и кемпери;
- поставяне на преместваеми обекти с изключение на обекти, свързани с опазване на природната забележителност;
- палене на огън;
- скално катерене;
- замърсяване с отпадъци.[1]

Природната забележителност е част и от защитените зони от Натура 2000 Комплекс Калиакра - по директивата за местообитанията и Калиакра - по директивата за птиците.